# انتخابات ریاست‌جمهوری ایالات متحده آمریکا (۱۸۱۶)
انتخابات ریاست‌جمهوری ایالات متحده آمریکا (۱۸۱۶)، ۸امین انتخابات ریاست‌جمهوری بود که از تاریخ جمعه، ۱ نوامبر، تا چهارشنبه، ۴ دسامبر ۱۸۱۶ میلادی برگزار شد. در اولین انتخابات پس از جنگ ۱۸۱۲، جیمز مونرو، نامزد دموکرات-جمهوری‌خواه، توانست روفس کینگ از حزب فدرالیست را شکست دهد. این آخرین بار بود که یک نامزد از حزب فدرالیست در انتخابات شرکت داشت.